# Пасо-дель-Мачо
Пасо-дель-Мачо (исп. Paso del Macho) — муниципалитет в Мексике, входит в штат Веракрус. Население 27 331 человек (на 2005 год).